# 格什莫尔县

所在位置

格什莫尔县(乌尔都语: ضلع کشمور)，巴基斯坦信德省的一个县，位于该省北部。总面积2,592 km2 (1,000.8 sq mi)，总人口662,462。县治位于格什莫尔市，人口12,500。

## 行政区划
格什莫尔县分为4个乡。